# Molophilus pictifemoratus
Molophilus pictifemoratus är en tvåvingeart som beskrevs av Alexander 1933. Molophilus pictifemoratus ingår i släktet Molophilus och familjen småharkrankar. Inga underarter finns listade i Catalogue of Life.